# ريبيكا ريان
ريبيكا ريان (بالإنجليزية: Rebecca Ryan)‏ هي ممثلة بريطانية، ولدت في 27 أبريل 1991 في مانشستر في المملكة المتحدة.

## وصلات خارجية
- ريبيكا ريان على موقع IMDb (الإنجليزية)
- ريبيكا ريان على موقع قاعدة بيانات الفيلم (الإنجليزية)